# 南美沙
南 美沙（みなみ みさ、1987年10月3日 - ）は、日本の女優、モデル、起業家。

## 経歴
台湾、日本、オランダのクォーター。
Instagramにてモデルとしての活動が話題になり、様々な広告や雑誌に起用される。
趣味のサーフィンがきっかけで2019年5月に公開された映画ライフオンザロングボード 2ndwaveにメインキャストで出演。
女優としての経歴をスタートさせる。
その他、ドラマなどにも多数出演後、2020年には広告会社も設立。
起業家としても知られる。
エンタメ業界に特化したマッチングプラットフォーム【CASTDON】の提供や
日本最大級規模のインフルエンサーのイベント　Influencer'sEXPO を主催する
株式会社MCLOUDの代表取締役CEOを務める。

## 人物
母がオランダのクォーターの台湾人（台湾で芸能活動をしていた）、父（不動産会社を経営）が日本人の元で５人兄弟の末っ子として神奈川県にて生まれ育つ。
英語と中国語は日常会話程度が可能。
台湾やアメリカに短期的に住んでいた過去がある。
家系に経営者が多く、自身も物心ついた時から起業に興味があった。
芸能を志したのは母の影響と言われている。

## 出演

### 映画
- ライフオンザロングボード 2ndwave[1]（喜多一郎監督）東條リサ 役
- 日高市 シティプロモーションドラマ動画
- 「大人になっても遠足したい！」 主演 レイコ 役

### TV
- 癒しのアイランドトリップ〜 沖縄編 ナビゲーター（BS-TBS）
- サーフガールTV （日本テレビ）
- 東京電波女子 （TOKYO MX）MC青山テルマ
- ラッピー×ワッピー（読売テレビ・TOKYO MX）MC
- 踊るさんま御殿　（春のお花見スペシャル）
- シゴトズキ　（フジテレビ）

### ラジオ
- ライフ・オン・ザ・ロングボード（FM鹿児島、2018年3月 - 2019年3月）南美沙のSURF&WAVE

### CM
- 森永製菓 お菓子プリント 女優編 主演
- INNOWA カーナビゲーション
- XEBIOスポーツ ゴルフ編
- 資生堂　シンクロスキン　ファンデーション
- オリックス カーシェア　女子会編
- 日本ロレアル　スキャンティックグロウ
- 東村山市PRCM「たのしむらやま」東村山市
- 日高市 シティプロモーションドラマ動画「大人になっても遠足したい！」 レイコ 役

### 雑誌
- AOTO MATE (表紙、巻頭モデル)
- 月刊FX （表紙、巻頭インタビュー）
- Fine
- HB Humming Birds
- SURFIN'LIFE
- Gina
- GLITTY
- 東京カレンダー

### 広告モデル
- 2020年東京サマーランド　イメージポスター
- VIAGE ナイトブラ
- RVCA  × AZUL BY moussy
- HOTEL indigo
- ハイサイソース　イメージモデル
- madras 婦人靴
- 京急電鉄 イメージポスター モデル
- ハンターマウンテン　イメージモデル

### MV
- 「サーファーガール」 (ヒロインとして出演)feat. PES （RIP SLYME）/ OLD NICK aka DJ HASEBE

### WEB
- 「スミノフ ギャザリングハウス『#じつわね』」（全13回）MC 渡辺なおみ

### ショー
- 東京コレクション  2017 S/S
- Tokyo Girl's Award 2017 a/w

### イベント
- ムラサキスポーツ  湘南オープン 2017 by NISSAN  レポーター
- JASA アワード　公式レポーター